# Flat Three
Flat Three（フラットスリー）は、日本のバンド。岩田幸也(Woodbass, Programming), 五十嵐郁( Iku Igarashi, Piano, Programming)の2人組。慶應義塾大学のジャズサークル出身。2003年夏に行われたSony Walkman Webstar Auditionで勝ち上がり、2004年10月にFly (FlatThree restrucuture)でレコードデビュー。 
2005年9月、初のオリジナル作品"Sky Is The Limit"をFlower Recordsよりリリース。同曲は「House ThingsVo.7」の1曲目に収録され、韓国でリリースされたコンピレーション・アルバム『Eastronika Episode. 2』にも収録される。2008年3月、ファーストアルバムをリリース。2009年、「Rose en Bleu」でメジャーデビュー。

## メンバー
岩田幸也 (Woodbass, Programming)
五十嵐郁 (Piano, Programming)

### 過去のメンバー
森本泰介 (Saxophone)

## ディスコグラフィー

### アナログシングル
- Sky Is The Limit（2005年9月）
- My Passion For Sandra（2007年10月）

### 収録アルバム
- House Things Vo.7
- Eastronika Episode. 2
- UN-RELEASED TRACKS

### アルバム
- Sky Is The Limit（2008年3月19日）
- Rose en Blen（2009年9月9日）

### リミックス
- Fly (FlatThree restructure) - M.O.K（2004年10月）